# Henrikas Žukauskas
Henrikas Žukauskas (* 19. Juli 1951 in Šančiai, Stadtgemeinde Kaunas) ist ein litauischer Politiker und Architekt.

## Ausbildung
1970 absolvierte Henrikas Žukauskas die Juozas-Naujalis-Kunstmittelschule, die Abteilung Malen. 1975 schloss er das Architekturstudium an der Architekturfakultät des Instituts für Bauingenieurwesen Vilnius (jetzt Technische Gediminas-Universität) ab.
Von 1975 bis 1985 arbeitete er als Architekt im Stadtbauprojektierungsinstitut in Kaunas.
Im Anschluss arbeitete er bis zum Jahr 1990 als Architekt am Institut für Kommunalwirtschaftsprojektierung Kaunas und Radiofabrik.
Von 1990 bis 1991 war Žukauskas Ratsmitglied und Vizebürgermeister der Gemeinde Kaunas. Von 1991 bis 1997 war er als Unternehmer in der eigenen Firma „Style“ und TV „Kaunas Plius TV“ tätig.
Seit 1998 arbeitete er in der Kommune Vilnius. Von 2000 bis 2004 war er Abgeordnete des litauischen Seimas und (bis Juli 2001) Umweltminister Litauens. Von 2002 bis 2003 war er Mitglied im Stadtrat Vilnius.

## Familie
Henrikas Žukauskas ist verheiratet mit Ona. Sie haben einen Sohn Henrikas, der als Schauspieler und Übersetzer tätig ist, und eine Tochter, die ebenfalls Architektin ist.